# Stenansiktet
Stenansiktet är en svensk dramafilm från 1973 i regi av Jan Halldoff.

## Handling
Ett ungdomsgäng driver runt, dricker öl, antastar kvinnor, rycker väskor och snattar. Den nyinflyttade socialarbetaren Harry är plågad sedan hans son ramlat ur en gunga och omkommit när han slagit i asfalten. 
Hustrun har hamnat på mentalsjukhus. Harry trakasseras av ungdomarna och kommer på en vansinnig idé. Gänget ska avrätta byråkraterna som bär ansvaret för den sterila förorten. 
Ett kommunalråd mördas och hängs upp som fågelskrämma på torget. En arkitekt muras in i sitt eget verk. 

## Om filmen
Filmen premiärvisades den 3 september 1973. Den spelades in i Skärholmen sommaren 1972 av Lasse Björne. I filmen medverkar 9 av de 27 ungdomarna som var med i serien De hemligas ö året innan. Ted Gärdestad har en mindre roll i filmen. Han skrev ett titelspår som inte kom med i filmen. Låten släpptes dock på Gärdestads andra LP Ted, som det sista spåret, våren 1973.

## Rollista i urval
- Jan Blomberg – Harry
- Per Eklöv – Frank
- Leif Möller – John
- Ann-Mari Adamsson-Eklund – Eva Berg
- Bert-Åke Varg – sångare
- Annika Levin – Lady
- Mari Lundin – Nina
- Ted Gärdestad – Ted
- Mats Robbert – Kent
- Evert Granholm – Tore Bergsjö, arkitekt
- Thomas Friborn – Buster
- Bo Halldoff – polisman
- Lennart Svensson
- Sten Hedman
- Karin Miller
- Gunnel Wadner – dam i hiss

## Musik i filmen
- Den blomstertid nu kommer, text 1694 Israel Kolmodin, text 1819 Johan Olof Wallin, text 1979 Britt G. Hallqvist
- Spartacus, kompositör Aram Chacaturian
- Pianokonsert nr 2 c-moll opus 18, kompositör Sergej Rachmaninov

## DVD
Filmen gavs ut på DVD 2016.